# Brasil 1–7 Alemanha (2014)
A partida entre Brasil e Alemanha pela semifinal da Copa do Mundo FIFA de 2014 foi disputada em 8 de julho de 2014 no Estádio Mineirão na cidade brasileira de Belo Horizonte, em Minas Gerais. As duas seleções chegaram às semifinais com campanhas invictas na competição e esperava-se uma partida equilibrada, já que ambas as equipes eram forças tradicionais da Copa do Mundo FIFA, dividindo oito torneios conquistados e tendo se enfrentado anteriormente na final da edição de 2002, ocasião em que o Brasil venceu. A partida, no entanto, terminou com uma vitória avassaladora de 7–1 para a Alemanha, que marcou quatro gols em um intervalo de seis minutos no primeiro tempo. O alemão Toni Kroos foi escolhido como o homem do jogo.
O jogo estabeleceu vários recordes da Copa do Mundo FIFA. Esta foi a maior margem de vitória alcançada em uma semifinal, assim como os alemães ultrapassaram o Brasil como a equipe com maior pontuação na história do torneio e se tornaram o primeiro time a chegar em oito finais. Miroslav Klose marcou seu 16.º gol durante o jogo e superou o brasileiro Ronaldo como seu maior artilheiro de todos os tempos. Além disso, a derrota do Brasil quebrou sua série de 62 jogos invictos em casa em partidas competitivas, que perdurava desde a Copa América de 1975, e igualou a maior goleada que havia sofrido em uma partida, ao lado de uma derrota por 6–0 para o Uruguai em 1920, sendo superada ainda a marca de maior diferença de gols sofridos em uma partida internacional.
O resultado foi descrito como uma "humilhação nacional" para o Brasil e o jogo foi posteriormente apelidado de "Mineiraço", evocando um "espírito de vergonha nacional" anterior, conhecido como "Maracanaço", no qual o país perdeu inesperadamente a Copa do Mundo de 1950 em casa, para o Uruguai. No Brasil, a expresão "7–1" (ou "7x1") tornou-se uma metáfora de uma derrota devastadora e esmagadora, sendo utilizado como motivo de chacota. Na continuação da Copa do Mundo de 2014, o Brasil perdeu por 3–0 para os Países Baixos na disputa do terceiro lugar, enquanto a Alemanha derrotou a Argentina por 1–0 na final para vencer a competição pela quarta vez. Por conta disso, eventualmente é mencionado, além do placar de 7–1, o placar 10–1, em alusão às derrotas de 7–1 para a Seleção Alemã e de 3–0 para a Seleção Holandesa.

## Antecedentes

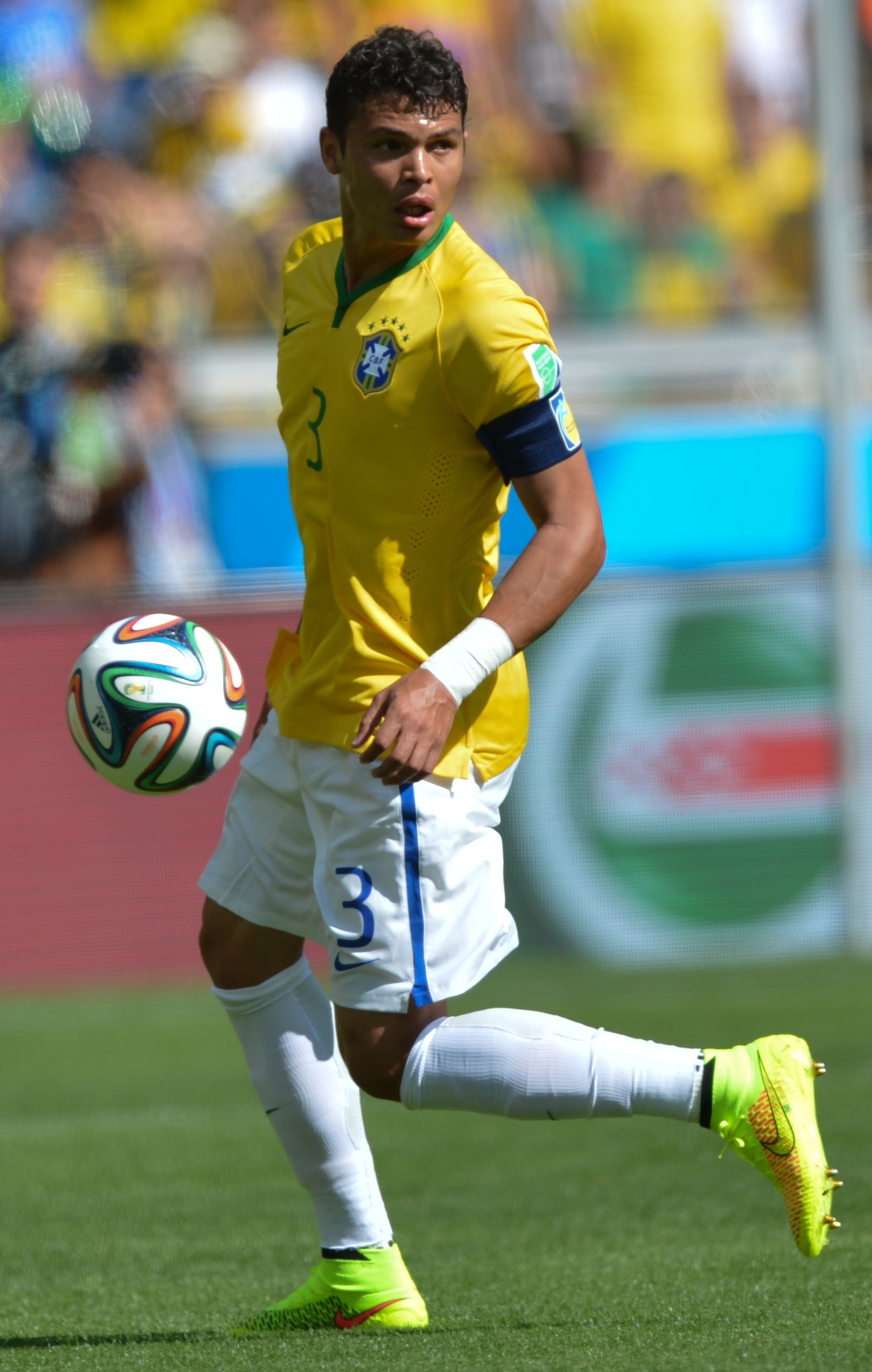
O capitão da seleção, Thiago Silva, foi suspenso na partida anterior.

Antes desta partida, as seleções de Brasil e Alemanha haviam se enfrentado vinte e uma vezes, com doze vitórias para os brasileiros, quatro para os alemães e cinco empates. A única partida que disputaram em uma Copa do Mundo ocorreu na final da Copa do Mundo FIFA de 2002, realizada na Coreia do Sul e no Japão, onde os brasileiros foram campeões ao vencerem por 2–0, com ambos os gols marcados por Ronaldo. Naquela ocasião, a Seleção Brasileira também era dirigida por Luiz Felipe Scolari, e Miroslav Klose era um dos titulares da equipe alemã. A última partida oficial entre ambas as seleções aconteceu em 10 de agosto de 2011, em um amistoso internacional, onde a Alemanha venceu o Brasil por 3–2.
O Brasil era a seleção anfitriã da Copa do Mundo, sendo a segunda vez que organizava esta competição, tendo sido a primeira em 1950. Os brasileiros haviam conquistado cinco mundiais, enquanto os alemães venceram três. Era a quarta semifinal consecutiva jogada pela Alemanha, enquanto que o Brasil não havia chegado a esta fase desde a edição de 2002. Na ocasião em que a Copa do Mundo havia sido realizada no Brasil, a seleção chegou à fase final e perdeu a última partida do quadrangular final para o Uruguai, o que ficou conhecido como Maracanaço. Na preparação para a Copa, a Confederação Brasileira de Futebol (CBF) escolheu Luiz Felipe Scolari, o último treinador campeão mundial pelo Brasil.
O sorteio ditou que a primeira partida do Brasil na fase de grupos fosse diante da Croácia. O jogo começou desfavorável para o time brasileiro, com Marcelo marcando um gol contra no início da partida. No entanto, o Brasil viria a ganhar por 3–1, com dois gols de Neymar. A segunda rodada resultou num empate sem gols contra o México, enquanto que na última rodada da fase de grupos, o Brasil venceu a equipe de Camarões por 4–1. Em 28 de junho, o Brasil enfrentou o Chile pelas oitavas-de-final no Estádio Mineirão.[carece de fontes?] Após um jogo equilibrado, a partida terminou empatada em 1–1, seguindo-se uma prorrogação. Após o chileno Mauricio Pinilla concluir uma finalização na trave de Júlio César no último minuto de jogo, a partida foi para a disputa por pênaltis, da qual o Brasil saiu vencedor por 3–2. Pelas quartas-de-final, o Brasil enfrentou a Colômbia, e abriu o placar logo aos sete minutos, com Thiago Silva; e aos 69 vencia por 2–0, com David Luiz tendo marcado em cobrança de falta. A Colômbia ainda diminuiu com James Rodríguez, convertendo pênalti sofrido por Bacca.

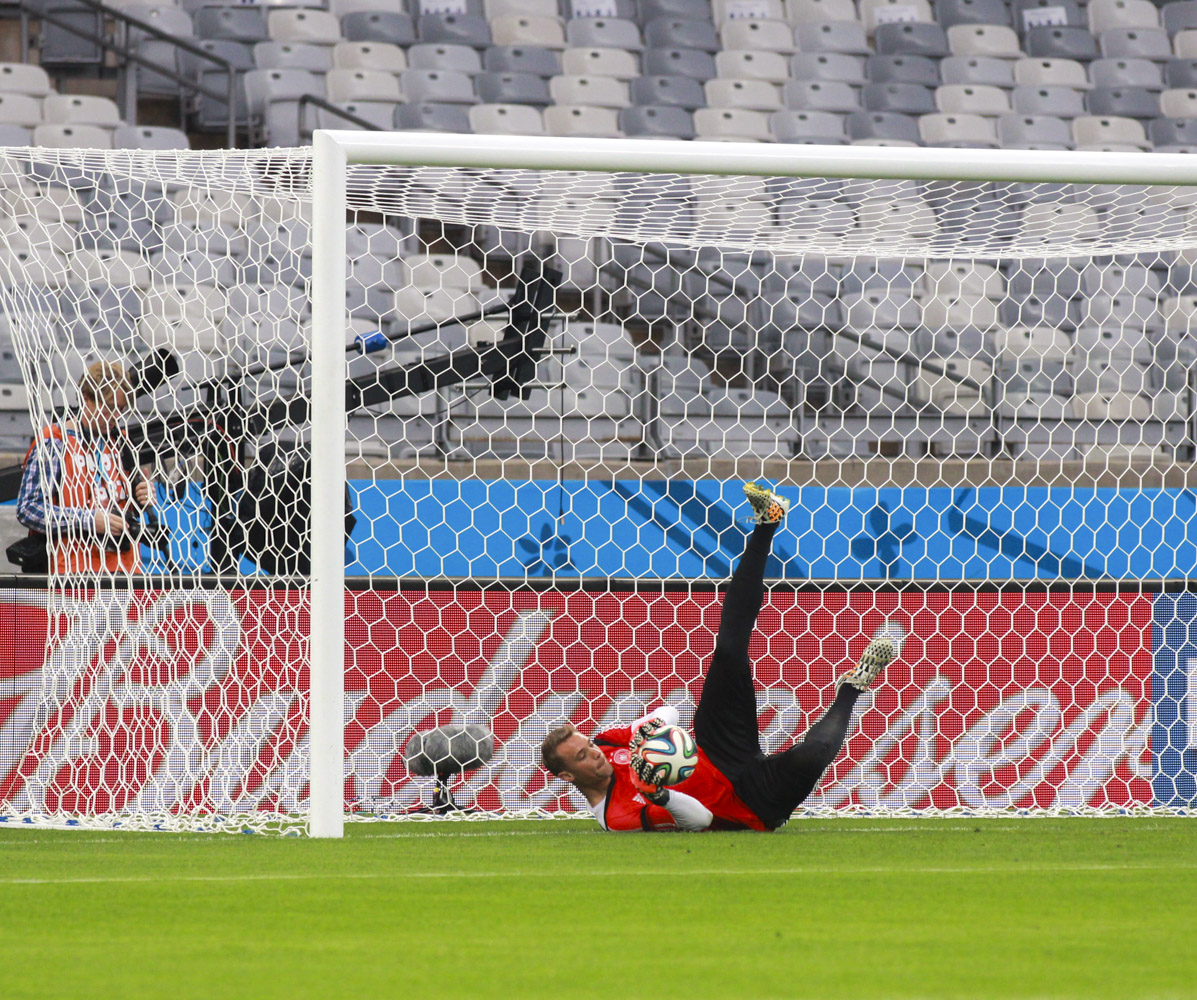
O goleiro alemão Manuel Neuer treinando um dia antes do confronto diante do Brasil.

A Alemanha estava no Grupo G na primeira fase, sendo que se classificou na primeira posição, com duas vitórias e um empate. Na primeira partida, diante de Portugal, uma expressiva vitória por 4–0, com três gols do atacante Thomas Müller fizeram a equipe despertar a atenção da imprensa mundial. Na partida seguinte, a Alemanha empatou em 2–2 com a Gana, e venceu os Estados Unidos por 1–0 no último jogo. Nas oitavas-de-final, a Alemanha viria a enfrentar a Argélia, que classificou-se de forma inédita às oitavas-de-final, ao avançar em segundo lugar no Grupo H, conseguindo a vitória na prorrogação por 2–1 com gols de Andre Schürrle e Mesut Özil. Nas quartas-de-final, eliminou a França com um gol do zagueiro Mats Hummels aos treze minutos da etapa inicial.
O zagueiro e capitão do Brasil Thiago Silva estava suspenso das semifinais devido ao acúmulo de cartões amarelos, apesar de um apelo contra a suspensão por parte da Confederação Brasileira de Futebol. O atacante Neymar também não estava disponível para a partida, após ter sofrido uma entrada do lateral colombiano Zúñiga nas quartas-de-final, acertando com o joelho direito na parte inferior das costas do atleta, ocasionando uma fratura na terceira vértebra lombar do atacante brasileiro, e o obrigando a estar ausente do restante da competição. Dante e Bernard foram escolhidos para substituírem Thiago Silva e Neymar, respectivamente, com Luiz Gustavo substituindo Paulinho no meio-campo defensivo. A Alemanha permaneceu inalterada em relação às quartas de final. O goleiro Júlio César e o capitão David Luiz prestaram homenagem a Neymar segurando sua camisa durante a cerimônia do hino nacional. Mesmo com as ausências, os analistas esperavam uma partida equilibrada, pontuando que a torcida do Brasil em casa poderia oferecer alguma vantagem.

### Caminhos até a partida
| Pos | Equipe     | Pts | J | V | E | D | GP | GC | SG | Classificado      |
| --- | ---------- | --- | - | - | - | - | -- | -- | -- | ----------------- |
| 1   | Brasil (H) | 7   | 3 | 2 | 1 | 0 | 7  | 2  | +5 | Fase eliminatória |
| 2   | México     | 7   | 3 | 2 | 1 | 0 | 4  | 1  | +3 | Fase eliminatória |
| 3   | Croácia    | 3   | 3 | 1 | 0 | 2 | 6  | 6  | 0  | Eliminado         |
| 4   | Camarões   | 0   | 3 | 0 | 0 | 3 | 1  | 9  | −8 | Eliminado         |

| Pos | Equipe         | Pts | J | V | E | D | GP | GC | SG | Classificado      |
| --- | -------------- | --- | - | - | - | - | -- | -- | -- | ----------------- |
| 1   | Alemanha       | 7   | 3 | 2 | 1 | 0 | 7  | 2  | +5 | Fase eliminatória |
| 2   | Estados Unidos | 4   | 3 | 1 | 1 | 1 | 4  | 4  | 0  | Fase eliminatória |
| 3   | Portugal       | 4   | 3 | 1 | 1 | 1 | 4  | 7  | −3 | Eliminado         |
| 4   | Gana           | 1   | 3 | 0 | 1 | 2 | 4  | 6  | −2 | Eliminado         |

## Partida
Ambas as equipes chegaram às semifinais invictas em suas partidas anteriores da Copa. A arbitragem foi liderada pelo árbitro mexicano Marco Rodríguez, sendo a última partida de sua carreira.

### Primeira etapa

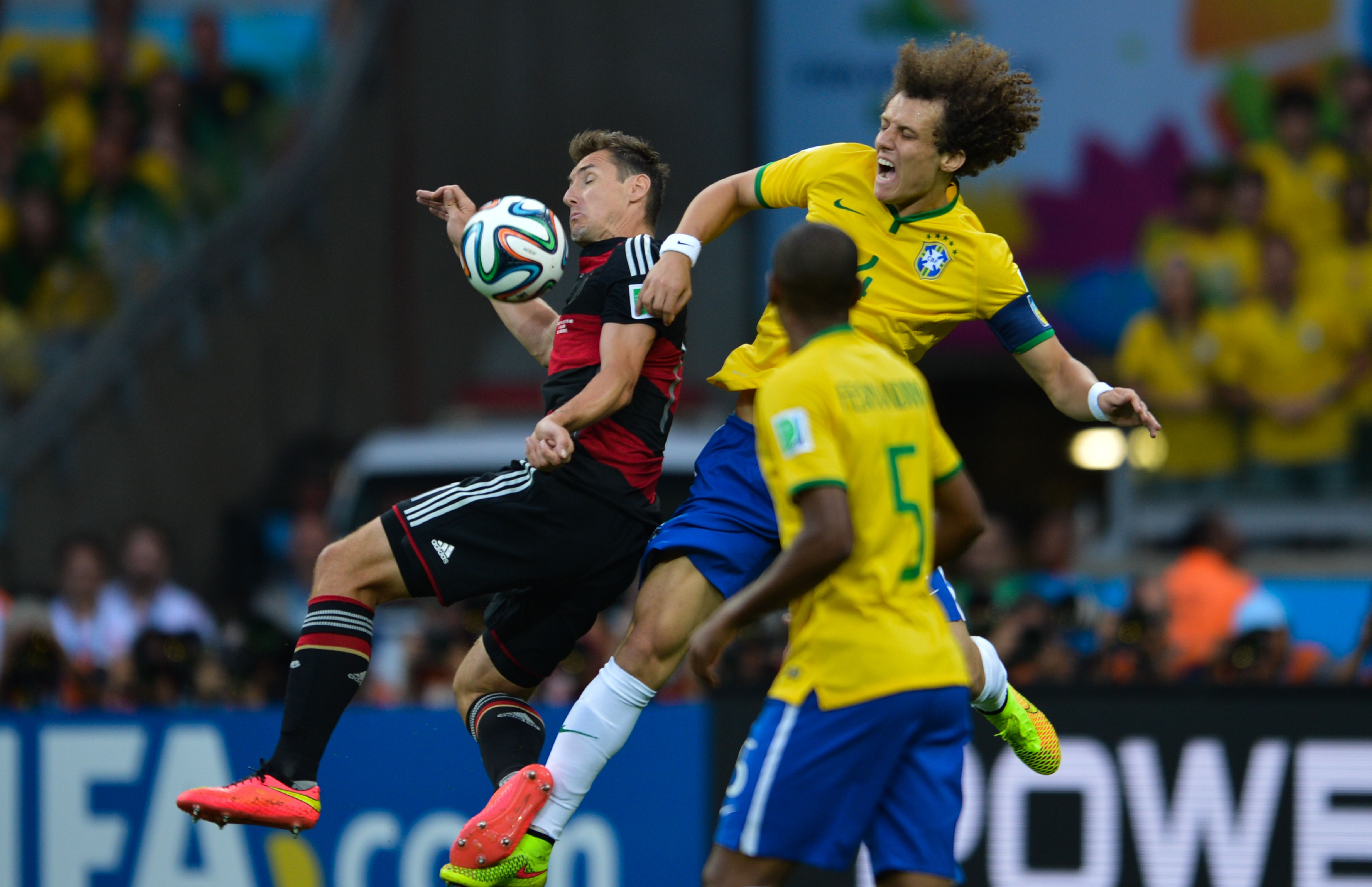
O capitão da Seleção Brasileira para esta partida foi David Luiz (à direita, em segundo plano).

Ambas as equipes iniciaram a partida atacando, com o brasileiro Marcelo finalizando aos três minutos e com o alemão Sami Khedira finalizando aos sete minutos, sendo bloqueado pelo próprio companheiro Toni Kroos. Aos onze minutos, os alemães marcaram seu primeiro gol. Após o escanteio cobrado por Kroos, Thomas Müller escapou da marcação de David Luiz na área adversária e concluiu para o gol com um chute de perna direita. Nos minutos seguintes, o Brasil tentou responder imediatamente, mas seus ataques foram sem sucesso, embora Philipp Lahm tenha precisado dar um brilhante carrinho para evitar uma chance de gol criada por Marcelo na grande área. Aos vinte e três minutos, a Alemanha marcou novamente, depois que Kroos e Müller fizeram o passe para Miroslav Klose, que marcou no rebote após seu primeiro chute ser defendido pelo goleiro Júlio César. Foi o décimo sexto gol de Klose em Copas do Mundo, superando Ronaldo como o maior artilheiro da história das Copas.
O gol de Klose deu início a uma sequência de gols alemães, fazendo com que a equipe brasileira perdesse o total controle da partida. Kroos marcou mais dois gols em uma rápida sequência: aos vinte e quatro minutos, marcou em um chute de perna esquerda após cruzamento de Lahm, e aos vinte e seis minutos, apenas alguns segundos após a saída de bola do Brasil, Kroos roubou a bola que Fernandinho acabava de receber, e em seguida tabelou com Khedira para fugir da defesa brasileira e marcou novamente, apenas 69 segundos após seu primeiro gol. Três minutos depois, o mesmo Khedira projetou-se ao ataque, tabelou com Mesut Özil, o qual estava em posição de impedimento (não marcado), e fez o quinto gol. Todos os cinco primeiros gols da Alemanha aconteceram na primeira meia hora de jogo, com quatro deles em um espaço de tempo de seis minutos. O Brasil não tinha dado nenhum chute a gol durante este espaço de tempo. Muitos torcedores do Brasil na arquibancada foram vistos às lágrimas e um estado de choque tomou conta dos torcedores brasileiros. O receio de possíveis represálias da torcida brasileira fez a Polícia Militar aumentar seu efetivo no estádio.

### Intervalo
De acordo com Marcelo, a atmosfera no vestiário da seleção brasileira era de aceitação de derrota: "O primeiro tempo estava cinco a zero. Eu lembro que o Thiago Silva estava suspenso, ele desceu e começou a gritar, e a gente falou: "Thiago, não adianta, vai fazer o quê? Vai gritar agora?".(2:22) Júlio César afirmou que "o clima era de velório". O auxiliar técnico Carlos Alberto Parreira pediu "cautela" aos jogadores. Para Felipão, o jogo já estava definido; o técnico pediu aos jogadores que "assumissem posições defensivas de organização tática, com calma, porque não é possível virar um cinco a zero em um jogo internacional" e para tentar deixar o jogo "mais equilibrado".
Do lado alemão, a ideia principal era a equipe manter-se concentrada, respeitar a seleção brasileira e evitar qualquer princípio de humilhação ou arrogância. Segundo Khedira: "No intervalo, [o treinador da equipe] Joachim Löw disse que se alguém diminuísse seu desempenho ou fizesse piadas sobre estar vencendo por cinco a zero, ele o substituiria imediatamente e não jogaria na final. Ele nos disse para levar [a partida] a sério e respeitar a seleção brasileira. Mais do que isso, respeitar os torcedores e o país." Löw confirmou: "Durante o intervalo, falei com cada um dos jogadores, exigindo que evitassem uma arrogância para com os derrotados. Para mim, era importante não humilhar os brasileiros." Outros jogadores da equipe, como Lahm, Hummels e Müller, em entrevistas após a partida, corroboraram a opinião do treinador.

### Segunda etapa

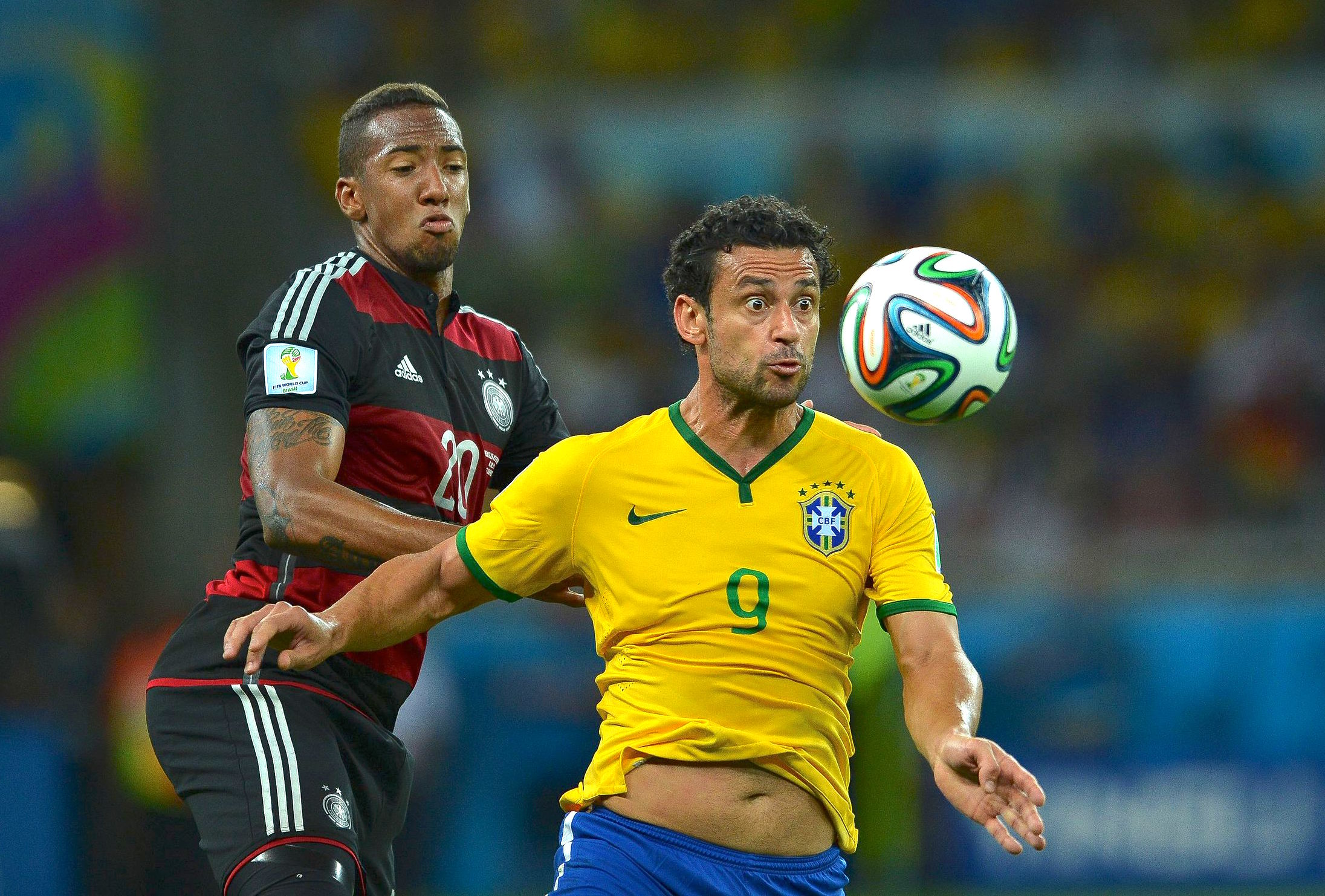
O centroavante Fred (à direita) foi duramente criticado pela imprensa brasileira.

As substituições brasileiras – saída de Fernandinho e Hulk para a entrada de Paulinho e Ramires – resultaram em uma força maior do Brasil no início do segundo tempo, que obrigou o goleiro alemão Manuel Neuer a salvar finalizações de Oscar, Paulinho e Fred. No entanto, aos quinze minutos da etapa complementar, os alemães chegaram perto de marcar novamente, quando Júlio César defendeu duas finalizações de Müller. O sexto gol alemão veio aos vinte e quatro minutos, quando Lahm tocou para André Schürrle, que havia substituído Klose; o atacante foi deixado sem marcação e chutou a bola para marcar o gol. Dez minutos depois, Schürrle novamente recebeu um cruzamento de Müller e acertou um potente chute que bateu na trave antes de entrar na meta de Júlio César. Neste momento, com o sétimo gol, os torcedores brasileiros remanescentes aplaudiram de pé a Seleção Alemã. Perto do fim, Özil recebeu uma bola na área e quase marcou o oitavo gol, ao concluir perto da trave da equipe anfitriã. Segundos depois, o Brasil rompeu a defesa alemã e Oscar marcou no 45º minuto, para finalizar a partida em 7–1. Os jogadores brasileiros deixaram o gramado em lágrimas e debaixo de um coro de vaias.
Toni Kroos foi eleito o "Homem do Jogo" (Man of the Match), com três finalizações, dois gols, 93% de passes certos, uma assistência e duas chances criadas. O atacante brasileiro Fred, que foi substituído por Willian aos vinte e cinco minutos do segundo tempo, recebeu duras críticas dos torcedores brasileiros. De acordo com a Opta Sports, Fred não conseguiu correr ou fazer uma intercepção durante a partida, e passou a maior parte do tempo em posse de bola no ponto central, devido aos seis reinícios de jogo em que estava presente.

### Detalhes
| 8 de julho | Brasil    | 1–7       | Alemanha                                                                  | Estádio Mineirão, Belo Horizonte             |
| 17:00      | Oscar 90' | Relatório | Müller 11' · Klose 23' · Kroos 24', 26' · Khedira 29' · Schürrle 69', 79' | Público: 58 141 Árbitro: MEX Marco Rodríguez |

|  | Brasil |  | Alemanha |  |

|                     |    |              |  |     |
|                     |    |              |  |     |
| GR                  | 12 | Júlio César  |  |     |
| LD                  | 23 | Maicon       |  |     |
| ZG                  | 4  | David Luiz   |  |     |
| ZG                  | 13 | Dante        |  | 69' |
| LE                  | 6  | Marcelo      |  |     |
| VL                  | 5  | Fernandinho  |  | 46' |
| VL                  | 17 | Luiz Gustavo |  |     |
| MA                  | 11 | Oscar        |  |     |
| PD                  | 7  | Hulk         |  | 46' |
| PE                  | 20 | Bernard      |  |     |
| CA                  | 9  | Fred         |  | 70' |
| Substituições:      |    |              |  |     |
| MC                  | 8  | Paulinho     |  | 46' |
| MC                  | 16 | Ramires      |  | 46' |
| MA                  | 19 | Willian      |  | 70' |
| Treinador:          |    |              |  |     |
| Luiz Felipe Scolari |    |              |  |     |

|                |    |                        |  |     |
|                |    |                        |  |     |
| GR             | 1  | Manuel Neuer           |  |     |
| LD             | 16 | Philipp Lahm           |  |     |
| ZG             | 20 | Jérôme Boateng         |  |     |
| ZG             | 5  | Mats Hummels           |  | 46' |
| LE             | 4  | Benedikt Höwedes       |  |     |
| MC             | 6  | Sami Khedira           |  | 76' |
| MC             | 7  | Bastian Schweinsteiger |  |     |
| MD             | 13 | Thomas Müller          |  |     |
| MA             | 18 | Toni Kroos             |  |     |
| ME             | 8  | Mesut Özil             |  |     |
| CA             | 11 | Miroslav Klose         |  | 58' |
| Substituições: |    |                        |  |     |
| ZG             | 17 | Per Mertesacker        |  | 46' |
| CA             | 9  | André Schürrle         |  | 58' |
| ME             | 14 | Julian Draxler         |  | 76' |
| Treinador:     |    |                        |  |     |
| Joachim Löw    |    |                        |  |     |

Homem do Jogo:
Toni Kroos (Alemanha)
Bandeirinhas:
 Marvin Torrentera
 Marcos Quintero
Quarto árbitro:
 Mark Geiger

### Estatísticas

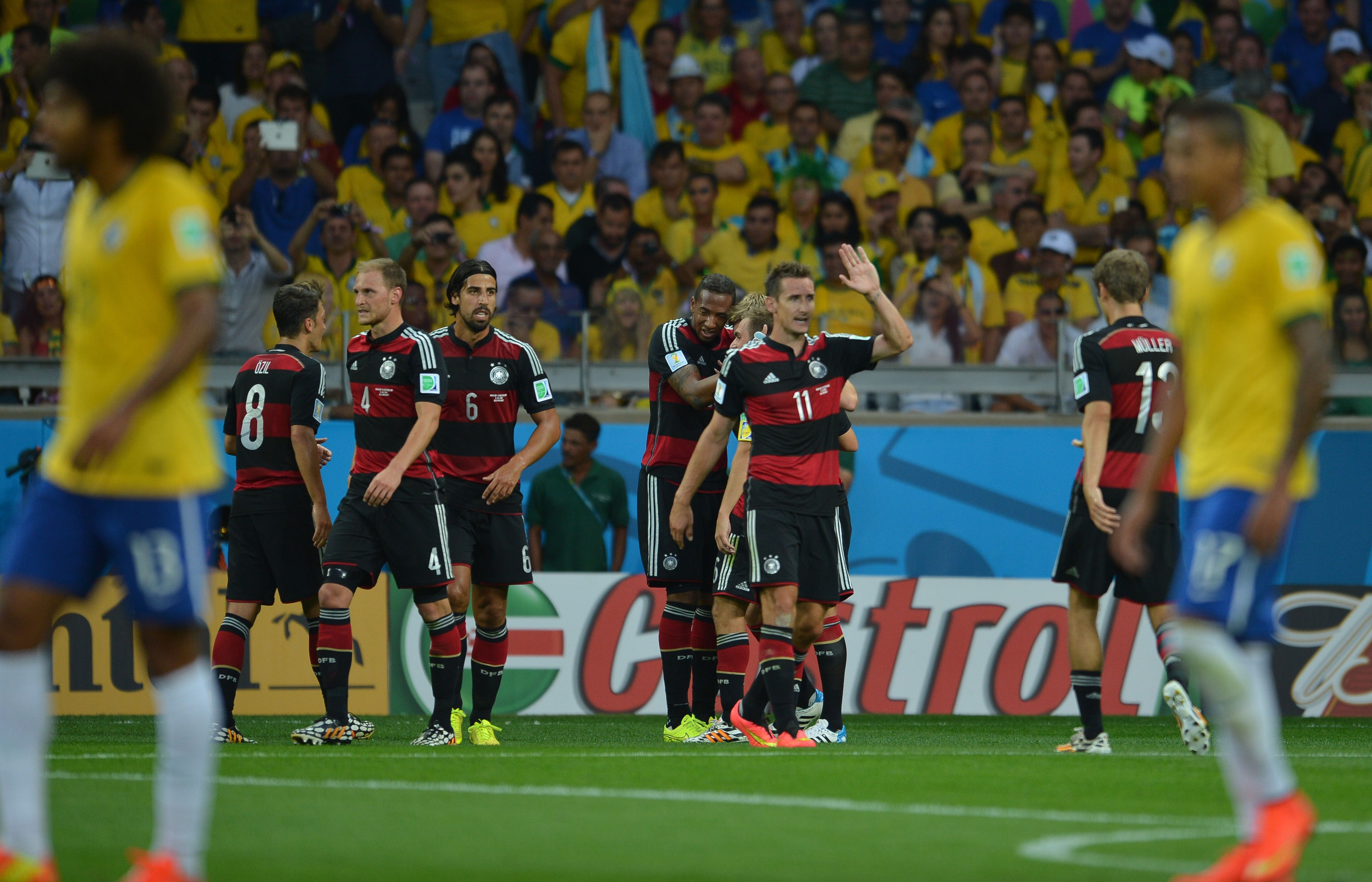
Jogadores alemães comemorando após o terceiro gol da equipe

| Estatísticas       | Brasil | Alemanha |
| ------------------ | ------ | -------- |
| Gols marcados      | 1      | 7        |
| Finalizações       | 18     | 14       |
| Finalizações a gol | 8      | 10       |
| Posse de bola      | 52%    | 48%      |
| Escanteios         | 7      | 5        |
| Faltas cometidas   | 11     | 14       |
| Impedimentos       | 3      | 0        |
| Cartões amarelos   | 1      | 0        |
| Cartões vermelhos  | 0      | 0        |

## Recordes

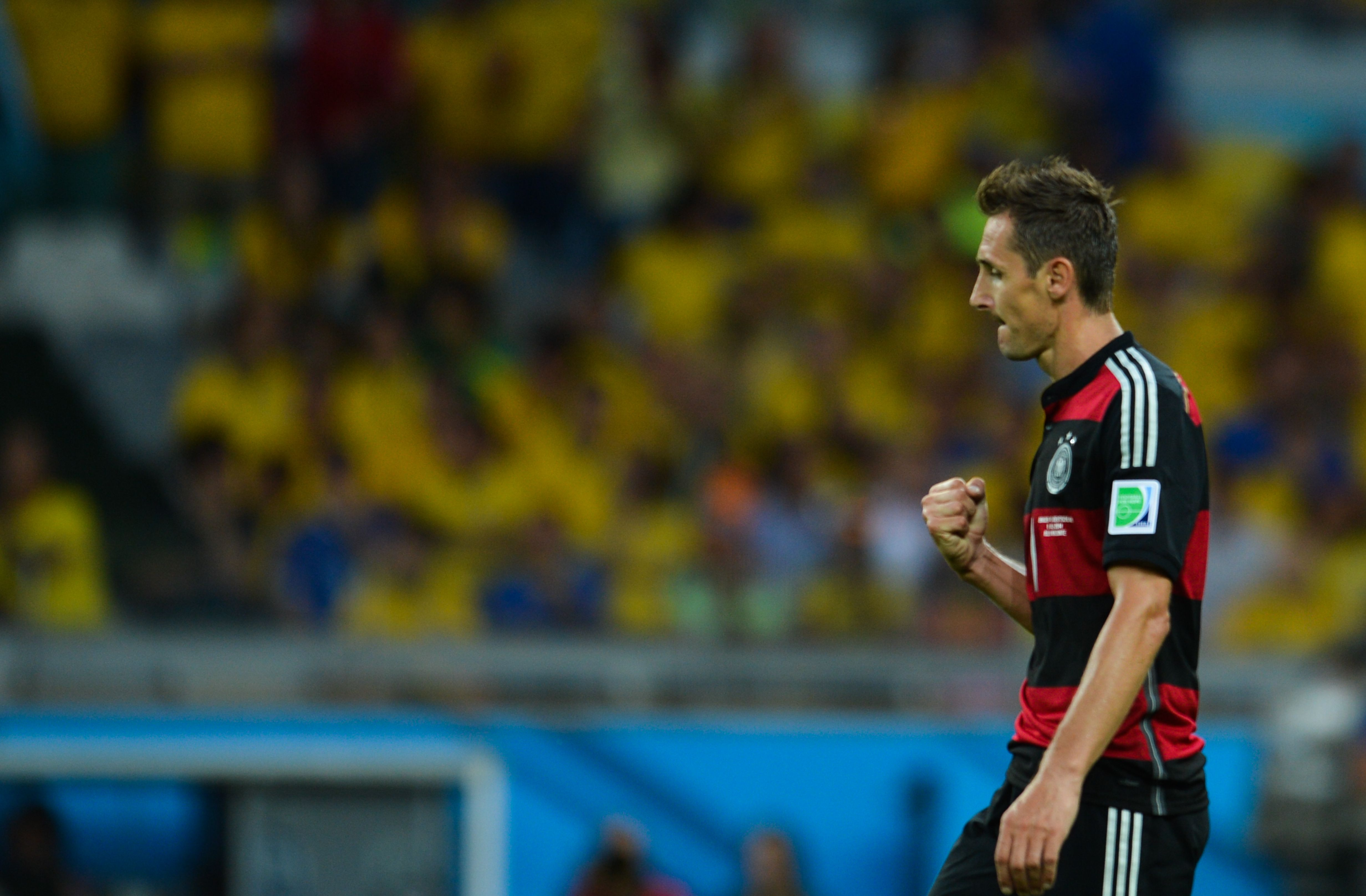
O atacante alemão Miroslav Klose marcou um gol na partida e estabeleceu um novo recorde de maior goleador das Copas, com dezesseis gols marcados, anteriormente pertencente a Ronaldo.

O resultado do jogo foi a maior vitória em uma semifinal ou final da Copa do Mundo FIFA. O resultado também foi a pior derrota de um país anfitrião na história da Copa do Mundo e a única vez que o anfitrião recebeu a maior goleada em uma edição da competição. No final do jogo, um total de 167 gols haviam sido marcados na Copa do Mundo de 2014, apenas quatro a menos que em 1998, na qual foram marcados 171 gols. Com 18 finalizações ao gol, a partida teve o maior número de chutes no gol de qualquer jogo de 90 minutos da Copa do Mundo de 2014. O jogo teve os quatro gols marcados mais rápidos da história da Copa do Mundo, após a Alemanha conseguir esse feito no intervalo de seis minutos (dos minutos 23 ao 29), ultrapassando as marcas de 1954 e de 1982, quando a Áustria (contra a Suíça, pelas quartas-de-final) e a Hungria (contra El Salvador, na primeira fase) fizeram quatro gols em sete minutos, respectivamente. A Alemanha igualou o recorde de mais gols marcados contra um país anfitrião da Copa do Mundo. O mesmo número havia sido feito pela Áustria, que derrotou a Suíça por 7–5 na Copa do Mundo FIFA de 1954. Com a vitória, a Alemanha superou o Brasil e tornou-se a seleção com maior pontuação de todos os tempos na história da Copa do Mundo, com um total de 223 pontos, ultrapassando o Brasil com 221. Antes da partida, Brasil e Alemanha estavam cada um com sete finais de Copa do Mundo, porém, a vitória alemã fez deles a primeira seleção a chegar a oito finais.
Para o Brasil, o resultado se tornou uma das duas piores derrotas na história da seleção, igualando em saldo a derrota por 6–0 contra o Uruguai em 1920, e foi a pior derrota de todos os tempos em casa; anteriormente, a pior derrota em casa tinha sido o 5–1 para a Argentina, no Rio de Janeiro, em 1939. A derrota acabou com a sequência invicta de 62 jogos em casa em competições oficiais, sendo que a última derrota tinha sido o 3–1 para o Peru na Copa América de 1975; esta partida também foi disputada no Estádio Mineirão, em Belo Horizonte. A última vez que o Brasil perdeu uma semifinal da Copa do Mundo tinha sido em 1938, em um jogo dramático contra a Itália em Marselha, e saiu vitorioso dessa etapa nas seis vezes anteriores em que alcançou esta fase, já que a derrota em 1974 para os Países Baixos não era formalmente uma semifinal, e o Brasil não chegou à final em 1978 por conta de combinações de resultados. O Brasil, em jogos oficiais, nunca havia sofrido sete gols jogando em seu território, embora tenha sofrido oito gols em uma derrota amistosa por 8–4 para a Iugoslávia, em 3 de junho de 1934. A última vez que o Brasil sofreu pelo menos cinco gols foi na vitória por 6–5 na Copa do Mundo de 1938 contra a Polônia; e a última vez que sofreu pelo menos quatro gols foi em uma derrota por 4–2 na Copa do Mundo de 1954 contra a Hungria. O maior saldo perdedor do Brasil na Copa do Mundo antes da partida foram de três gols, que vieram na derrota por 3–0 para a França na final de 1998. O resultado do jogo também marcou o pior resultado do Brasil contra a Alemanha, que até a data tinha sido uma derrota por 2–0 em um amistoso de 1986. Em 12 de julho de 2014, quatro dias após a derrota para a Alemanha, o Brasil perdeu a disputa pelo terceiro lugar para os Países Baixos por 3–0, e tornou-se a seleção anfitriã com mais gols sofridos (14, sendo o recorde anterior pertencente à Suíça, que sofreu 11 gols em 1954) e com pior saldo (−3, sendo o recorde anterior pertencente à África do Sul, que em 2010 obteve −2) na história da Copa do Mundo.

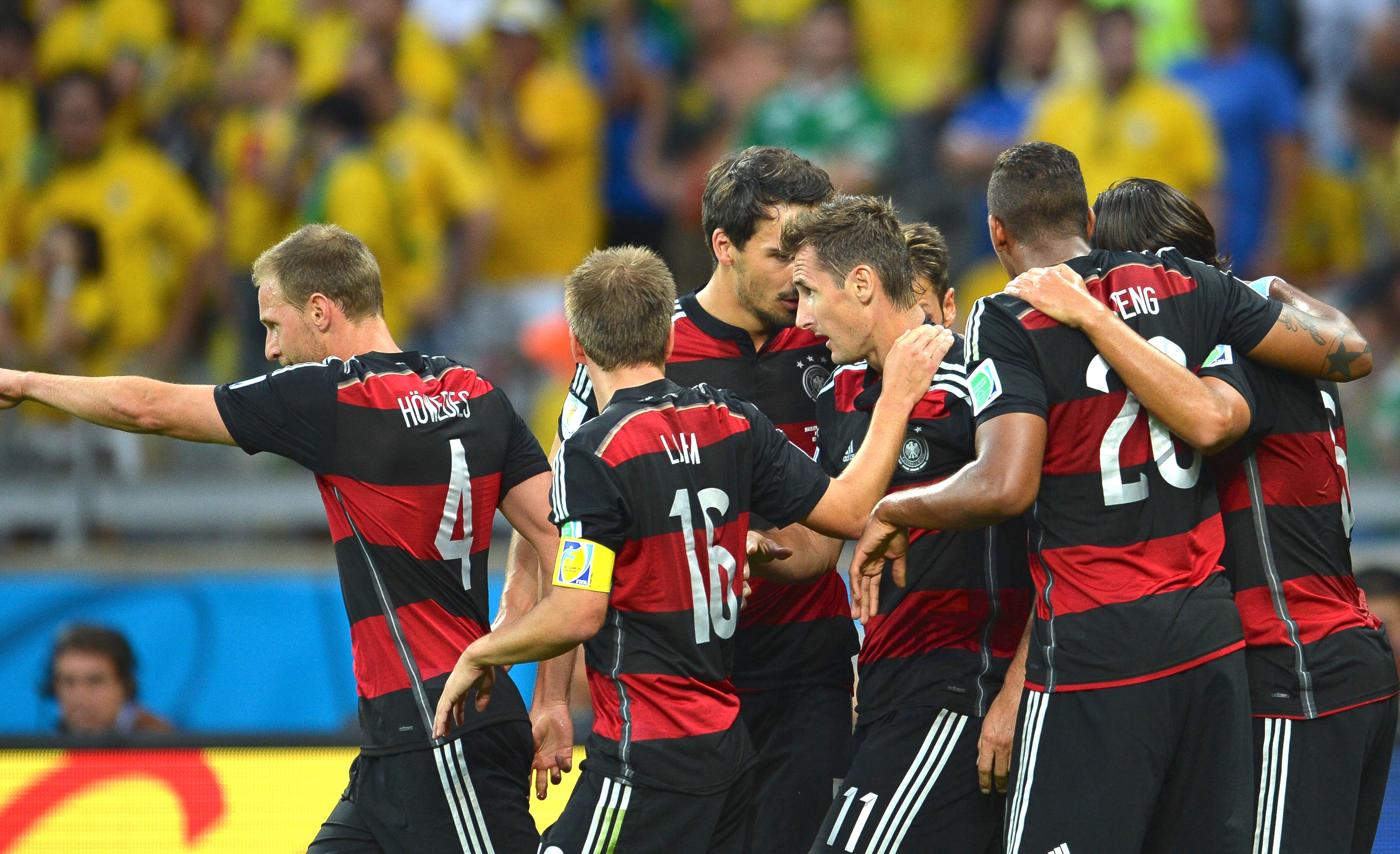
A seleção alemã comemorando o segundo gol no jogo

Para a Alemanha, o resultado final significou que, pela quarta vez consecutiva, eles estavam posicionados entre as três principais equipes do torneio; além disso, a vitória permitiu que os alemães se tornassem a primeira seleção a chegar a oito finais da Copa do Mundo. A Alemanha também se tornou na primeira seleção a marcar sete gols em uma semifinal de Copa do Mundo. A última vez em que uma seleção marcou seis gols foi a Alemanha Ocidental em 1954 contra a Áustria, sendo que o mesmo ocorreu nas duas semifinais de 1930. Apenas duas equipes levaram pelo menos cinco gols até o intervalo: o Zaire (contra a Iugoslávia em 1974) e o Haiti (contra a Polônia em 1974). Os sete gols marcados pela Alemanha refletiram o melhor recorde de gols feitos em uma fase final de Copa do Mundo, mais do que os de outros vinte e oito países em sua respectiva história na competição.
O alemão Miroslav Klose igualou Cafu como o jogador com mais partidas estando no lado vencedor na Copa do Mundo, com 16 vitórias. Klose disputou sua 23ª partida da Copa do Mundo, igualando Paolo Maldini no 2.º lugar dos jogadores com mais participações na Copa do Mundo, ficando atrás apenas de Lothar Matthäus, com 25. Klose esteve presente em mais jogos eliminatórios do que Matthäus ou Cafu – 13, e também se tornou o único jogador a participar de quatro semifinais de Copa do Mundo (recorde anteriormente de Uwe Seeler, que jogou em três semifinais). Na partida, ele quebrou o recorde de mais gols marcados na história da Copa do Mundo, com 16, ultrapassando o total de 15 gols marcados por Ronaldo; Ronaldo estava presente na partida como comentarista. O primeiro gol do jogo, de Thomas Müller, foi o 2000.º gol na história da seleção alemã. O duplo gol de Toni Kroos no primeiro tempo, marcado em 69 segundos, foi o mais rápido par de gols marcados por um mesmo jogador na história da Copa do Mundo.

## Reações

### Profissionais

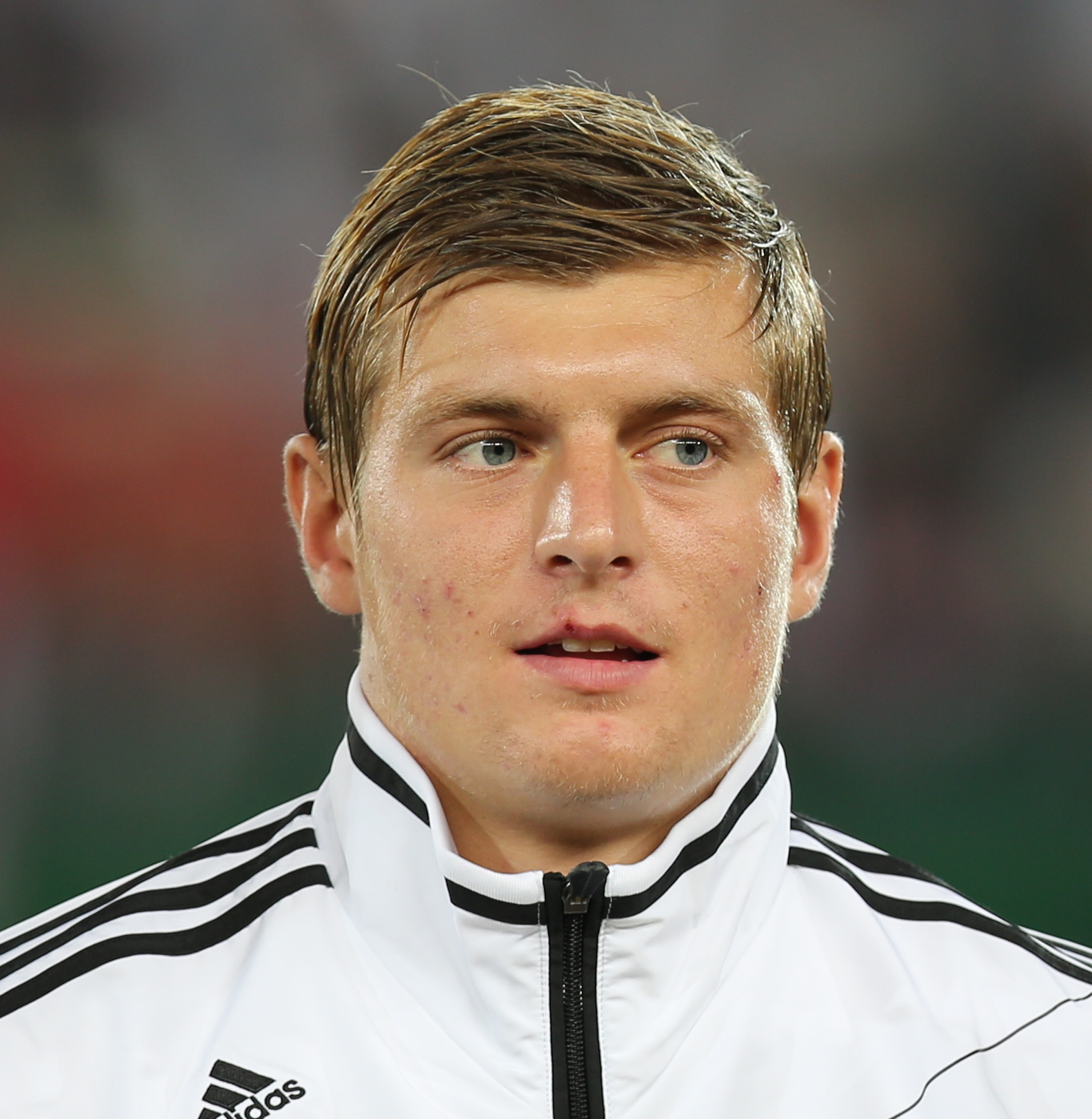
Toni Kroos, homem do jogo. Kroos marcou dois gols em 69 segundos, sendo os dois gols marcados por apenas um jogador mais rápidos da história da Copa do Mundo. Mais tarde, ele expressaria tristeza em favor de seus adversários derrotados, considerando que eles "não [estavam] em seu melhor desempenho".

Segundo relatos, depois que a Alemanha marcou seu sétimo gol, Neymar, que estava assistindo o jogo na televisão, desligou-a e foi jogar pôquer. Na coletiva logo após a partida, o técnico do Brasil, Luiz Felipe Scolari, disse que o resultado foi a "pior perda de uma seleção brasileira de todos os tempos" e aceitou toda a responsabilidade pela derrota. Ele disse que o Brasil perdeu por causa de uma "pane de seis minutos", referindo-se aos seis minutos do primeiro tempo em que o time brasileiro se descontrolou e a Alemanha marcou quatro gols. Felipão foi perguntado sobre porque não fez substituições quando a Alemanha começou a fazer os gols - ele só foi fazer as primeiras substituições no intervalo, quando o Brasil já perdia por 5 a 0. Nesse ponto, Felipão disse que não fez as substituições antes porque os gols da Alemanha saíram muito rápido e "Não tinha o que fazer naquela oportunidade". Ele também disse acreditar que a partida não seria diferente se Neymar tivesse jogado. Felipão chamou de "o pior dia da minha vida" e renunciou ao cargo após o torneio. Apesar de tudo, o treinador brasileiro disse não se arrepender da escalação que fez para a semifinal. O capitão substituto David Luiz e o goleiro Júlio César pediram desculpas ao povo brasileiro pela derrota. Fred, que foi vaiado pelos torcedores brasileiros durante a partida, disse que foi a pior derrota na carreira dele e de seus companheiros de equipe. Mais tarde, ele anunciou sua aposentadoria do futebol internacional após o torneio. Recuperando-se de uma lesão, Neymar expressou seu apoio aos colegas de equipe e, apesar do placar de 7–1, disse estar orgulhoso de fazer parte da equipe.
Durante a partida, a equipe alemã percebeu que a goleada não era um evento normal do futebol. Em um comunicado após a partida, Mats Hummels disse que o time alemão decidiu que não queria humilhar os brasileiros durante o segundo tempo e após o jogo:
Acabamos de deixar claro que tínhamos que manter o foco e não tentar humilhá-los. Dissemos que tínhamos que ficar sérios e nos concentrar no intervalo. Isso é algo que você não precisa mostrar em campo se estiver jogando. Você tem que mostrar respeito ao oponente e foi muito importante fazermos isso, e não tentamos mostrar um pouco de mágica ou algo assim. Foi importante jogarmos nosso jogo por 90 minutos.
Consequentemente, os alemães não comemoraram os gols com muito entusiasmo; os braços foram levantados, mas não houve pulos ou gritos após as marcações dos gols. O técnico Joachim Löw afirmou que sua equipe tinha "um plano de jogo claro e persistente" e, ao perceberem que o Brasil estava "perdendo a cabeça", aproveitaram-se da situação, pois, em contraste com o nervosismo dos brasileiros, os jogadores alemães estavam "extremamente calmos". Toni Kroos, escolhido como o homem do jogo, acrescentou que, como os alemães sentiram que "em nenhum jogo da Copa, [os brasileiros] jogaram melhor do que eles", a equipe entrou com o conhecimento tático sobre como combater o Brasil: "pegamos todas as bolas e marcamos os gols". Müller disse que ficou "chocado com o espaço que o Brasil dava", pois "Gustavo, Luiz, Dante (companheiro de clube de Müller), Fernandinho e Marcelo eram exemplos em seu posicionamento", mas estavam confusos e desorganizados, observando que seus companheiros de equipe alemães se beneficiaram de forma esmagadora porque "os espaços para atacar eram maiores do que contra equipes com mentalidade defensiva".
Löw também declarou que a equipe não teve "euforia" durante ou após o jogo, pois sabia que a vitória por 7–1 não significava nada para a final, dizendo "Não comemoramos. Ficamos felizes mas ainda temos trabalho a fazer".
Após a partida, os jogadores e dirigentes alemães ofereceram palavras de consolo aos brasileiros. Löw e os jogadores Per Mertesacker e Philipp Lahm até compararam a pressão sobre o time brasileiro e a derrota resultante com a própria Alemanha, quando sediou a Copa do Mundo FIFA de 2006 e também perdeu nas semifinais. Lahm acrescentou em uma entrevista após o torneio que ele se sentiu "muito desconfortável" durante a partida e "nem um pouco eufórico", já que o time brasileiro cometeu erros que "geralmente não acontecem nesse nível", e Mertesacker observou que, apesar dos alemães estarem no topo de seu jogo, "mesmo do banco, foi uma loucura assistir [a semifinal]". Kroos afirmou que, apesar do Brasil ter bons jogadores, "eles não conseguiram mostrar seu melhor desempenho" devido à toda pressão externa e expressou fé em que "eles voltarão com uma boa equipe". Löw observou logo após a partida que o povo brasileiro estava aplaudindo sua equipe. Mais tarde, o jornal brasileiro O Globo agradeceu os gestos dos jogadores alemães, chamando-os de "campeões mundiais da simpatia".
O ícone do futebol brasileiro Pelé twittou: "Eu sempre disse que o futebol é uma caixa de surpresas. Ninguém neste mundo esperava esse resultado", seguido por "[o Brasil] tentará conquistar o sexto título na Rússia. Parabéns à Alemanha". Carlos Alberto Torres, capitão da equipe vencedora do Brasil em 1970, disse que o país perdeu devido a um "sentimento de que já tínhamos vencido". Ele acrescentou que "a Alemanha jogou como eu gosto de ver e as táticas de Scolari para esta partida foram suicidas". Em contraste, o ícone argentino Diego Maradona foi visto cantando uma música que zomba da derrota brasileira.
Um dia depois do jogo, a comissão técnica do Brasil realizou uma coletiva de imprensa para falar sobre a goleada histórica. Na coletiva, apenas o técnico da seleção, Luiz Felipe Scolari e o coordenador técnico, Carlos Alberto Parreira, falaram. Entretanto, nessa coletiva, Felipão apenas repetiu o que já havia dito na coletiva logo após a partida no dia anterior: que o Brasil perdeu por causa de um "apagão" ou “pane de seis minutos”, referindo-se aos seis minutos do primeiro tempo em que o time se descontrolou e tomou quatro gols. Mas Felipão não soube explicar o que causou essa pane no time brasileiro. Na coletiva, Felipão e Parreira foram questionados pelos jornalistas sobre possíveis erros à frente da seleção, como excesso de confiança nos meses que antecederam a Copa (Felipão disse antes da Copa que "sentia" que o Brasil iria ser campeão e Parreira disse que a seleção estava "com uma mão na taça"), o baixo número de treinos da seleção brasileira, o fato de na véspera do jogo com a Alemanha a seleção não ter treinado com o time que iria jogar (a seleção fez um treino com um time alternativo, apenas para despistar a imprensa), a opção de escalar Bernard para substituir Neymar e o pouco tempo dado a Bernard nos treinos. Em todos esses pontos, Felipão e Parreira negaram que erraram. Os dois admitiram que o resultado contra a Alemanha foi desastroso e que ficaria marcado na história, mas defenderam que o trabalho deles com a seleção brasileira foi bem feito, já que o Brasil ganhou a Copa das Confederações de 2013 e chegou as semifinais da Copa do Mundo pela primeira vez desde 2002. Felipão disse ainda que convocaria novamente os mesmos jogadores para o Mundial e que não mudaria nada. Durante a coletiva, Parreira também leu a carta (que, na verdade, era um e-mail) de uma torcedora, identificada como Dona Lúcia, que mostrava apoio à seleção após a derrota. Tanto essa coletiva como a leitura da carta da Dona Lúcia foram muito criticadas. Meses depois, em dezembro de 2014, Parreira admitiu que se arrependeu de ler a carta da Dona Lúcia.
Em 11 de julho de 2014, três dias depois do jogo (e na véspera da partida contra os Países Baixos pelo terceiro lugar), vazou um vídeo em que o técnico brasileiro Felipão disse que o time do Brasil poderia ter feito quatro gols na Alemanha no início do segundo tempo. O vídeo gerou mais críticas ao treinador.

### Meios de comunicação

Capa do periódico Estado de Minas, trazendo um resumo da partida.

Jornais brasileiros mostraram o resultado com manchetes como "A maior vergonha da história" (Lance!), uma "Humilhação histórica" (Folha de S.Paulo), "A maior vergonha do futebol brasileiro" (Estado de Minas) e "O Brasil está morto" (O Globo). O jornal português Correio da Manhã afirmou que o resultado foi pior que o "Maracanaço", na final da Copa do Mundo FIFA de 1950. O francês L'Équipe simplesmente disse: "Le desastre" (O desastre). Escrevendo para o Sky Sports, Matthew Stanger descreveu o jogo como "constrangimento final", enquanto Miguel Delaney da ESPN referiu-se ao jogo como Mineirazo. O jornal alemão Bild, por sua vez, se disse "sem palavras" e referiu-se ao jogo como a "loucura do 7–1" pela "brilhante equipe alemã".
Barney Ronay, no The Guardian, descreveu como "a derrota mais humilhante de uma nação anfitriã em Copa do Mundo de todos os tempos", e Joe Callaghan do The Independent considerou esta "a noite mais escura da história do futebol do Brasil". Wyre Davies, correspondente da BBC no Rio de Janeiro, disse sobre as reações de brasileiros no estádio e nas fan fests que o "sentimento coletivo de choque, vergonha e humilhação nacional em todo o Brasil era impossível de ignorar". O site norte-americano International Business Times publicou a manchete "A pior vergonha do Brasil". O jornalista de futebol sul-americano, Tim Vickery, afirmou que o pior resultado da história do futebol brasileiro poderia ser o catalisador para a reforma do esporte no país, que, em sua opinião, havia se tornado complacente em comparação a outros países, descansando sobre os louros da história de sucesso da seleção. Em suas palavras, esta foi uma oportunidade para que o Brasil pudesse "recuperar partes da sua identidade histórica e reconstruí-las em um moderno contexto, global". O treinador Jorginho reclamou da atitude dos atletas após a partida: "Quando a gente tomou de 7, alguns jogadores postaram fotos em Ibiza dois, três dias depois. É duro. É difícil de a gente engolir uma situação como essa. Todo atleta precisa curtir ao máximo cada momento. Você tem que sentir a dor da derrota para valorizar o dia que ganhar".
Os analistas de futebol desconstruíram todas as deficiências táticas e técnicas que levaram ao resultado do fracasso brasileiro. Felipão ainda contava com a equipe que venceu a Copa das Confederações FIFA de 2013, apesar de muitos jogadores passarem por períodos frios, e a maioria deles não ter nenhuma experiência em Copas do Mundo. Neymar era um ponto de referência tão grande que a equipe mal treinou qualquer formação sem ele. Na sua ausência, Felipão substituiu Neymar por Bernard para manter a tradição ofensiva do futebol brasileiro, em vez do "apelo lógico" [que] certamente traria um meio-campista extra" contra os alemães. Os treinadores assistentes chegaram a apoiar a inclusão de Ramires e Willian, mais defensivos. Assim, Fernandinho e Luiz Gustavo foram sobrecarregados com o trio de meio-campo alemão composto por Toni Kroos, Sami Khedira e Bastian Schweinsteiger. A defesa, que já havia sido questionada em jogos anteriores, fracassou, pois Dante provou ser um substituto inadequado para o suspenso Thiago Silva, enquanto David Luiz cometeu erros não característicos durante a semifinal. Outros erros incluíram definir Marcelo para uma jogada mais ofensiva, enquanto Luiz Gustavo foi encarregado de cobri-lo, e o papel ineficaz de Fred, que é frequentemente considerado um atacante tático em vez de um atacante artilheiro.

### Sociedade
Na Alemanha, a cobertura da partida pela ZDF estabeleceu um recorde para a transmissão de televisão mais assistida do país, com 32,57 milhões de telespectadores (87,8% de todos os telespectadores), superando a partida entre a Alemanha e a Espanha na Copa do Mundo de 2010. Este recorde foi batido cinco dias depois com a final. Por outro lado, apesar de um aumento semanal na audiência, a transmissão brasileira da Rede Globo viu o total de espectadores cair a cada gol alemão.
A partida foi o evento esportivo mais comentado nas redes sociais na história da Internet; foram feitos 35.6 milhões de tweets no Twitter, anteriormente, o evento mais comentado nessa plataforma havia sido o Super Bowl XLVIII, com números de 24.9 milhões. Nem mesmo os comentários sobre o Super Bowl e o Oscar 2014 ainda não somariam o total de tweets sobre o jogo. O evento também bateu recorde em tweets por minutos ao alcançar 508 166 comentários após o quinto gol da Alemanha contra o Brasil, quase 100 mil a mais que o recorde anterior. Até então, o recorde no Twitter para um evento esportivo era do jogo entre Chile e Brasil pela mesma Copa, que gerou 389 mil tuítes por minuto. No Facebook, foi o mais comentado de todas as disputas da Copa, no qual mais de 66 milhões de usuários fizeram 200 milhões de comentários sobre a disputa entre Alemanha e Brasil. Cerca de um quarto dessas interações vieram do Brasil, com 16 milhões de pessoas fazendo 52 milhões de comentários sobre a derrota da seleção brasileira. Em maio de 2015, a partida foi anunciada como indicada ao prêmio "The Stadium Business" na categoria “evento mais comentado de 2014”.

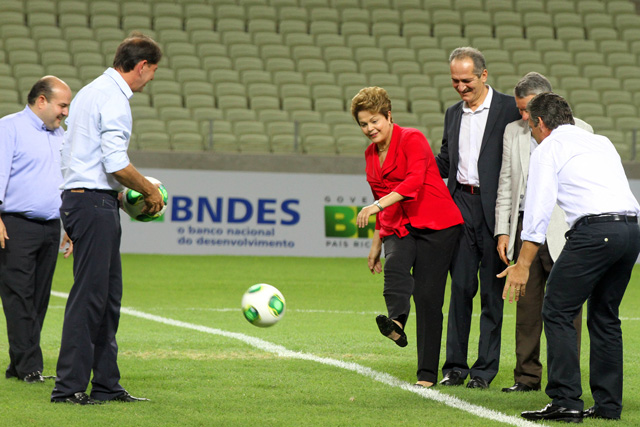
A derrota do Brasil foi lamentada pela presidente do país, Dilma Rousseff (na imagem, de roupa vermelha).

No início, hashtags como "#PrayForBrazil" eram comuns, mas quando a Alemanha abriu uma uma vantagem de 5–0, os usuários brasileiros demonstraram sua frustração através de um humor autodepreciativo, comparando os gols da Alemanha com o carro Volkswagen Gol, afirmando que a equipe brasileira parecia "11 Freds". Outros usuários do Twitter compararam o desempenho dominante da Alemanha com seus esforços militares durante a Segunda Guerra Mundial e O Holocausto, por exemplo, apelidando-o de "Golocausto". Bung Moktar Radin, membro do parlamento da Malásia, foi alvo de fortes críticas do público da Malásia e do embaixador alemão, Holger Michael, por postar esse comentário. A presidente do Brasil, Dilma Rousseff, afirmou no Twitter após a partida que "como todos os brasileiros, estou profundamente triste com a nossa perda". Em 24 de julho, o porta-voz do Ministério das Relações Exteriores de Israel, Yigal Palmor, rebateu, em entrevista ao Jornal Nacional, as críticas feitas pelo governo brasileiro de uso desproporcional da força israelense na Faixa de Gaza, governada pela organização palestina Hamas durante o conflito israel-palestino da chamada Operação Margem Protetora. Ele ironizou a declaração do Brasil e fez referência à derrota sofrida pela Seleção Brasileira na Copa, dizendo "A resposta de Israel é perfeitamente proporcional de acordo com o direito internacional. Isso não é futebol. No futebol, quando um jogo termina em empate, você acha proporcional e quando é 7–1 é desproporcional. Lamento dizer, mas não é assim na vida real e sob o direito internacional".
Devido à pressão do país de origem no Brasil para vencer a Copa do Mundo e ao subsequente choque da perda, os meios de comunicação e a FIFA apelidaram o jogo de Mineirazo (Mineiraço no Brasil), significando "O golpe do Mineirão", evocando o Maracanazo (Maracanaço) em que o Brasil foi derrotado em casa pela seleção do Uruguai na final da Copa do Mundo FIFA de 1950. A filha do goleiro Moacir Barbosa, que foi bode expiatório pela derrota de 1950, disse que a perda foi suficiente para resgatar o legado de seu pai, enquanto que o atacante uruguaio Alcides Ghiggia, responsável pelo gol do Maracanaço, que venceu a Copa, sentiu que, embora os dois jogos tenham sido traumáticos, eles não puderam ser comparados, pois a partida de 1950 tinha mais em jogo. Após a partida, os torcedores alemães foram escoltados para fora do estádio pela polícia, e os policiais foram colocados em estado de alerta para possíveis tumultos, e torcedores brasileiros deixaram o Mineirão ainda no intervalo. Observadores relataram que, embora os torcedores alemães tenham demonstrado respeito aos anfitriões derrotados, os torcedores argentinos comemoraram a eliminação do Brasil.
Uma onda de assaltos e vandalismos aconteceu em várias cidades brasileiras. Ainda no estádio, os relatos dão conta de um confronto entre adeptos alemães e brasileiros que acabou com quatro detidos. O público voltou a ofender a então presidente do Brasil, Dilma Rousseff, como havia feito na abertura do Mundial 2014. Torcedores incendiaram bandeiras do Brasil nas ruas de São Paulo e de Joinville, mesmo antes do jogo ter terminado. Diversos ônibus foram queimados em toda a cidade de São Paulo e uma loja de eletrônicos foi saqueada. A campanha do Brasil na Copa, em especial a derrota neste jogo para a Alemanha, contribuiu para um declínio da popularidade do governo Dilma Rousseff. Estando em tensão desde antes da competição começar, o resultado foi o estopim para problemas socioeconômicos, bem como tornou-se motivo de comparação para justificar o impeachment de Dilma em 2016, no qual Michel Temer tornou-se o presidente do Brasil. A assessoria do Palácio do Planalto, inclusive, chegou a impulsionar uma campanha publicitária na qual comparava Dilma a Felipão, e Temer a Tite, que naquela época era cotado para dirigir o Brasil na Copa do Mundo FIFA de 2018, na Rússia.
Em 9 de julho, a atriz estadunidense Bette Midler usou seu Twitter para defender e minimizar a derrota do Brasil, escrevendo: "Estão dizendo que a derrota do Brasil na Copa do Mundo foi o 'maior vexame da história', mas acho que fiz um ou dois filmes piores".

## Após o jogo
Por ter sido eliminado nas semifinais, o Brasil teve que disputar o terceiro lugar no Estádio Nacional Mané Garrincha, em Brasília, e encerrou a competição sem jogar no Estádio do Maracanã, no Rio de Janeiro, apesar de ser anfitrião. O Brasil terminou em quarto lugar após ser derrotado por 3–0 na disputa do terceiro lugar pelos Países Baixos em 12 de julho, partida na qual dois dos três gols foram sofridos nos primeiros dezessete minutos. Esta derrota significou que o Brasil sofreu um total de quatorze gols ao longo do torneio, o maior número de gols sofridos em um único torneio, o maior número de gols sofridos por um anfitrião da Copa do Mundo e o maior número por qualquer time desde que a Bélgica teve quinze gols sofridos no torneio de 1986. A Alemanha, por sua vez, conquistou a Copa do Mundo pela quarta vez, a primeira como nação unificada, depois de derrotar a Argentina por 1–0 na prorrogação na final, disputada no Maracanã no dia 13 de julho. A Alemanha teve o apoio da torcida brasileira, apesar de ter eliminado o time da casa, já que o Brasil tem uma longa rivalidade no futebol com a vizinha Argentina.
As duas derrotas consecutivas, as primeiras derrotas consecutivas em casa no Brasil desde 1940, levaram à demissão de Felipão em 15 de julho. Duas semanas depois, a Confederação Brasileira de Futebol trouxe Dunga para ser treinador da seleção brasileira. Ele comandou o time entre 2006 e 2010, sendo demitido após uma derrota por 2–1 para os Países Baixos nas quartas-de-final da Copa do Mundo FIFA de 2010. Ele foi demitido pela segunda vez, no entanto, após o Brasil ser eliminado na fase de grupos da Copa América Centenario, nos Estados Unidos, dois anos depois.
Felipão assumiu como técnico do Grêmio pouco após a Copa de 2014. Em 12 de abril de 2015, logo após a partida entre Grêmio e Juventude pelo Campeonato Gaúcho, enquanto Felipão dava uma entrevista coletiva aos jornalistas, algumas crianças entraram na sala da entrevista e ficaram gritando "Gol da Alemanha!" para provocar o treinador.
Em agosto de 2016, Brasil e Alemanha voltaram a se enfrentar, desta vez com as seleções olímpicas, na final do futebol masculino das Olimpíadas de 2016, realizadas no Rio de Janeiro. Foi a primeira vez que os dois países se enfrentaram em um grande torneio de futebol após o 7-1 de 2014. Parte da torcida brasileira viu essa final como uma oportunidade de revanche e redenção. Após empate por 1-1, o Brasil venceu nos pênaltis, conquistando pela primeira vez o ouro olímpico e com Neymar marcando o pênalti do título. Essa vitória foi muito comemorada pelos brasileiros, mas não chegou a ser considerada pelos analistas como uma revanche de 2014, já que o time alemão era outro e contava com apenas um jogador que esteve na Copa de 2014, o zagueiro reserva Matthias Ginter. A equipe principal do Brasil não jogaria uma partida no Estádio Mineirão novamente até a vitória por 3–0 sobre a Argentina nas eliminatórias para a Copa do Mundo de 2018, em novembro de 2016. A próxima vez que Brasil e Alemanha se enfrentaram novamente em uma partida internacional com as equipes principais foi em um amistoso disputado em Berlim em março de 2018; o Brasil venceu por 1–0 graças a um gol no primeiro tempo de Gabriel Jesus.
Na Copa do Mundo seguinte, na Rússia em 2018, a seleção brasileira teve apenas seis jogadores que estiveram na Copa de 2014. Foram eles: Thiago Silva, Marcelo, Fernandinho, Paulinho, Neymar e Willian. Destes, Thiago Silva e Neymar não jogaram contra a Alemanha.
Levou quase nove anos para a seleção principal do Brasil voltar a sofrer mais de três gols em uma partida. Isso voltou a ocorrer em junho de 2023, num amistoso contra o Senegal, vencido pelos africanos por 4-2. Já em março de 2025, a Seleção Brasileira perdeu um jogo das Eliminatórias para a Argentina por 4-1, sendo esta a primeira vez que o Brasil sofreu três gols no primeiro tempo de uma partida desde o 7-1.
O resultado "7–1" tornou-se uma metáfora de uma derrota devastadora e esmagadora no uso brasileiro da língua, enquanto "gol da Alemanha" passou a ser usado como uma exclamação após um revés, geralmente com referências ao futebol e aos problemas sociais do Brasil, sendo utilizado como motivo de chacota e gerando comparações com o Maracanaço. A expressão também foi empregada para se referir aos estádios subutilizados após a Copa e para criticar os rumos tomados pela Seleção Brasileira de Futebol após o jogo.